# L2TPv3
Layer 2 Tunneling Protocol version 3 (сокр. L2TPv3) — стандарт IETF, относящийся к L2TP, который может использоваться в качестве альтернативы многопротокольной коммутации по меткам (MPLS) для инкапсуляции многопротокольного коммуникационного трафика уровня 2 по IP-сетям. Как и L2TP, L2TPv3 предоставляет услугу псевдопроводной связи, но масштабируется в соответствии с требованиями оператора.
L2TPv3 можно рассматривать как то же самое, что IP для ATM: упрощённую версию той же концепции, с большей частью тех же преимуществ, достигаемых при меньших затратах, но ценой потери некоторых технических функций, считающихся менее важными на рынке. В случае L2TPv3 теряются функции инженерии телетрафика, которые считаются важными в MPLS. Тем не менее, нет причин, по которым эти функции не могли бы быть переработаны в L2TPv3 или поверх него в более поздних продуктах. Накладные расходы на протокол L2TPv3 также значительно больше, чем у MPLS.